# 流寇
流寇，又稱流賊，是指流動的土匪、強盜，尤指明朝末年的流寇。

## 歷史
流寇發展的歷史相當久遠，組成份子相當複雜，有逃丁、邊兵、驛卒、礦徒、饑民等，一般流民即可發展成流寇，唐末的王仙芝、黃巢之亂即可視為流寇。流民聚結成寇，首領多是出自於邊軍，或分或合，到處搶糧，使官兵東西奔擊，窮於應付。阎尔梅说过，“寇起山陕之初，各携其妻孥、亲戚置营中”。历史上最长的流寇流动是黄巢，曾两次攻陷长安。一旦流寇停止流動，便失去流寇的特性，兵科张缙彦曾奏言：“臣任清涧知县，于兵情、贼势，亲见有素。盖贼之得势在流，而贼之失势在止；贼之长技在分，而贼之穷技在合；贼之乘时在夏、秋，而贼之失时在冬、春。”黃巢與李自成皆因攻陷首都後失去戰力。

## 明朝流賊
明朝政府制定有魚鱗冊，不允許人口隨便流動，謹防流賊。然而明朝末年的流寇蔚為奇觀，有山西人曾记录流寇首领名单：“紫金梁其首也，余八大王（张献忠）、扫地王（張一川）、邢红狼、黑煞神、曹操（罗汝才）、乱世王、闯将（李自成）、撞塌天（当即闯塌天刘国能）、满天星、老回回（马守应）、李晋王、党家、破甲锥、八金刚、混天王、蝎子块、闯王（高迎祥）、点灯子（赵四儿赵胜）、不沾泥（张存孟）、张妙手、白九儿、一阵风、七郎、大夭王，九条龙、四天王、上天猴（刘九思）、丫头子、齐夭王、映山红、催山虎、冲天柱、油里滑、屹烈眼（当即革里眼贺一龙）。”趙翼《二十二史劄記》還列出唐賽兒、劉千斤、李鬍子、葉宗留、鄧茂七、李添保、黃蕭養、劉六、劉七、齊彥名、趙瘋子、曾一本、徐鴻儒、劉香等人，其中劉香是海盜出身。
崇祯二年（1629年），後金入塞，山西巡抚耿如杞率山西兵马赶赴京师勤王，因粮饷不足，兵部令守通州，又調昌平，又明日調良鄉，部队发生哗变，纷纷逃回山西。崇禎二年“議裁驛站冗卒”，被裁失業的驛卒與流寇合流，流賊遍及山西、陝西、河南、湖北、四川等省，李自成本人就是這次事件中的要角。流賊所到之處，饑民爭附之。崇祯二年（1629年），崇祯帝令陕西巡抚刘广生留杂项辽饷银1万4千两，就地赈济。
崇祯三年（1630年）三、四月间，老回回马守应、八金刚、王子顺、上天猴等部渡黄河，分兵两路进入山西西北部。王嘉胤、罗汝才、张献忠、李自成等，亦先后率部进入山西。
崇祯四年（1631年），职方郎中李继贞上疏说：“皇上以数万金钱活数十万生灵，福泽莫大焉！活数十万生灵，而农桑复业，赋税常供，所获不止数十万也，利益莫大焉！”几天后，李继贞再次疏陈赈济的重要性：“臣部若不代请，日复一日，残破愈甚，将费数百万不能收拾；而人民逃窜，东作尽废，延安、西安、平阳、汾州百万钱粮尽成乌有，虽增兵增饷何救于事。度今日平贼之费，与他日平贼之费，孰少孰多？今日借出之费，与他日有出无入之费，孰得孰失？当有不待臣言而洞然于心者矣。”崇祯四年（1631年），崇祯帝以内库银10万两，令陕西巡抚御史吴甡赴陕西延长赈济。点灯子與满天星受抚后，上天龙、王老虎、独行狼、郝临庵、刘六等部一度受抚。但吴甡赍来的赈银十万两，加上藩王以下捐助的五万两和粮食二万石，僅是杯水车薪，“所救不及十一”。杨鹤的抚局没有推行多久，就以失败告终。
崇祯八年正月，扫地王、平地王等率部经颍州直抵凤阳，烧享殿，掘皇陵，朝野震动。

### 滎陽大會
崇祯八年正月（1635年），有荥阳大会，吴伟业《绥寇纪略》：“贼侦知，合七十二营头目老回回、闯王、革里眼、左金王、曹择、改世王、射塌天、八大王、横天王、混十万、过天星、九条龙、顺天王等十三家会荥阳，议逆官军。……壬子（初一日），杀牛马祭天誓师，赐诸贼饮铺，部署已定。有亡自贼中来告状。”娄曾泉於《明朝史略》称“在这次会议上，李自成初露锋芒，表现了卓越的军事才能”。胡允恭亦言，“荥阳大会堪称中国农民战争史上的重大事件。它标志着明末农民起义将由困难走向胜利，农民军由分散的武装斗争趋向联合作战”，这是一次“划时代的荥阳大会”。
滎陽大會僅出自於《绥寇纪略》一書，戴笠《怀陵流寇始终录》、张岱《石匮书后集》、计六奇《明季北略》、彭孙贻《平寇志》和谈迁《国榷》均無記載。顧誠《明末農民戰爭史》稱：“所謂滎陽大會召開的起因和議題，同基本的歷史事實鑿枘不相容，顯然出於好事之徒的附會”，結論是“滎陽大會是一個虛構事件”。

### 李自成
崇祯八年，洪承畴督剿西北的李自成，卢象升督剿东南的高迎祥。崇祯九年张献忠部一度围攻滁州，逼近南京，又转而围攻凤阳，不克，辗转进入庐州、安庆府境。同時，高迎祥部则由密县、登封至嵩县，又回到陕、豫交界之山区。是年，高迎祥被俘犧牲，李自成繼任闖王。事實上，明代萬曆年間，流寇已成大患，崇祯十年，兵部尚书杨嗣昌奏疏：“流贼之祸，起于万历已未（万历四十七年），辽东四路进军，三路大溃，于是杜松、王宣、赵梦鳞部下之卒相率西逃。其时河南抚臣张我续、道臣王景邀击之于孟津，斩首二十余级，飞捷上闻。于是不入潼关，而走山西以至延绥，不敢归伍而落草。庙堂之上，初因辽事孔棘，精神全注东方，将谓陕西一隅不足深虑。不期调援不止，逃溃转多，饥馑荐臻，胁从弥众。星星之火，至今十九年。”崇祯十年卢象升奏言: “寇每股虽号数万，妇女老弱半焉。”崇祯十年三月，杨嗣昌提出四正六隅十面网之策，加强了对农民军的围追堵截。
崇祯十年的陕西大旱，李自成部转移到巩昌府南部。孙传庭奏称:“臣维闯、过等贼，与大兵相持于阶、成山中者七、八月，气焰风声，益非昔比。”
崇祯十一年，河南、山西、陕西、山东及南直隶的沿海地区皆旱。華北一带“旱，蝗，赤地千里”。
崇祯十三年，灾害扩大，北方全部沦为旱灾灾区。《豫变纪略》卷三：“是时大旱、蝗，川泽皆竭，濠隍之径扬尘。自是而后，土寇大起如蝟毛。”崇祯十三年秋天，张献忠部进抵绵阳、汉州、金堂、简州、资阳、泸州。崇祯十三年冬，李自成出商洛山，进军河南府境。此时的河南府已大旱三年，赤地千里，饿殍遍地。李自成进军河南府時，“贼既入豫，饥民从者日众”。北方大旱摧毁了明朝财政，义军則休养生息，有东山再起的机会。崇祯十四年二月，李自成部攻开封，有骑兵三百人，步兵三千人，“合诸胁从之徒约三万人”。崇祯十四年以后农民军已摆脱不利的局面，寇強官弱，千里纵横。
崇祯十五年八月，明督师侯恂在《论中原流贼形势疏》中说到，“贼中联营各部，如曹操一支，窥李自成有兼并之心，阴相猜贰。”崇禎十六年以後，李自成的大順部隊已不可擋，陣中發展出強大的進攻能力，每三万骑兵，分作三个行列，“前者返顾，后者杀之”，如同三堵墙一般，時人呼之三堵墙。饥民往往充当农民军的炮灰。。崇祯十六年秋，孙传庭部在豫西與李自成郭决战，官军败，孫傳庭戰死。明亡矣。崇祯十七年正月，李自成在西安建立大顺國。接着，李自成部进军山西，在平阳分兵，一路北上太原、大同、宣抚至北京，另一路经泽州、怀庆、卫辉、大名、河间至北京。兩軍皆勢如破竹，明朝滅亡。
明朝並非不能抗擊流寇，然剿不勝剿，又陷於東北清兵堀起，苦於兩面作戰。終至亡國。明王瓊《雙溪雜記》即說明：“當流賊內亂之時，而胡虜不侵，猶能支也。”

## 清朝
流寇並非明朝所特有，清之白蓮教、捻亂也屬流寇性質，嘉慶二年（1797年），明亮、德楞泰總結白蓮教“行不必裹糧，住不藉棚帳，黨羽不待徵調，蹂躪於數千里”“東奔西竄，無久占之地，無一定之所，以劫掠為生”的流動作戰方式，進呈《籌令民築堡禦賊疏》一文。
石达开從太平天国政权出走之後。曾国藩稱石达开说“既钝于浙、钝于闽，入湘后又钝于永祁，钝于宝庆，裹助之人愿从者渐少。且无老巢以为粮台，粮、米须掳，子、葯须搬，行且自疲于山谷之间。”，最後“粮尽，食及草根，草尽，食及战马，兼之疟疾流行，死亡枕藉”
「捻」者，捻香也，流動於黄河流域，捻亂持續時間比太平天國更長，也更難平定。1865年，僧格林沁中伏被全殲之後，清朝傾全力對付捻軍，動用湘軍、淮軍及數省兵力，利用地形，「畫河圈地」，後分為東、西二捻，西捻為左宗棠所平定，東捻被李鴻章所滅。